# 愛德華·門迪
愛德華·奧索克·門迪（法語：Édouard Osoque Mendy，1992年3月1日—），是一名塞內加爾職業足球員，司職守門員，現效力沙烏地職業足球聯賽俱樂部艾吉達艾阿里，并代表塞内加尔国家队参加国际比赛。

## 俱樂部生涯

### 早年生涯
門迪在13歲時加入勒阿弗爾的青訓系統，但在多方面都被扎克列·鲍彻壓下來之下，他決定前往CS勒阿弗爾（CS Municipaux Le Havre）的青年軍。2011年，門迪在法丙俱樂部瑟堡開始其職業生涯，並在那裡效力了三年，總共上陣26場，之後的一年則為自由身。他在2020年接受《運動畫刊》訪問時表示：「我是真的對是否該繼續下去抱有疑問」。在22歲時，門迪正式向政府登記無業，並開始尋找足球以外的工作。然而在2015年，門迪在朋友兼前隊友泰德·拉維的引線下，得到填補馬賽守門員空缺的機會。在與其守門員教練多米尼克·伯納托維茲（Dominique Bernatowicz）通電話後，他正式成為該隊的第四門將，並在2015–16球季列進馬賽的預備隊內，作弗洛里安·埃斯卡爾的後備。

### 蘭斯
為了得到穩定的上場時間，門迪在2016–17球季加盟當時仍在法乙的蘭斯。在開季首場時，他在首發門將約翰·卡拉索於5分鐘被紅牌出場的情況下替補亮相，助球隊以1-1戰平艾米恩斯。門迪在此後的七場比賽中有三場成功力保不失。下個球季，他的先發地位首次未被動搖，他在34場比賽中有18場保持不失球，除了為蘭斯奪得法乙冠軍外，還幫助他們重返暌違一年半的法甲。在2018–19球季，門迪為蘭斯上陣了38場聯賽，有14場力保不失，為該球季的「銅手套」，並助球隊取得第8位，為他們在法甲的歷史新高。

### 雷恩
2019年8月6日，雷恩宣佈簽下門迪，據傳費用約為400萬歐元，以取代轉會至德甲奧格斯堡的原門將托馬什·庫貝克。他在同月25日對上斯特拉斯堡的比賽中首次亮相，並救下一球點球，助球隊以2–0在客場梅瑙球場零封對手。最終門迪在2019–20球季上陣25場，其中9場保持不失球，為雷恩得以在這因COVID-19疫情而腰斬的賽季中取得季軍，並得到參加歐冠資格的功臣之一。

### 切爾西
2020年9月24日，切爾西宣佈他們已經與門迪簽下一份為期五年的合同，據稱轉會費達到2200萬英鎊。時任主帥法蘭克·蘭帕德透露隊內的退休名將兼現任技術顧問佩特·切赫在此次交易中起到關鍵的作用。五日後，門迪在對上托特纳姆热刺的聯賽盃第四輪比賽中首次登場，惜球隊在1–1戰平後在互射十二碼時以4–5敗北。其英超首秀方面則出現在2020年10月3日對上水晶宮的比賽中，並助切爾西贈送四蛋予對手。同月31日，他在對陣伯恩利時再次零封，助球隊以3–0力克對方，自此成為自2004年的切赫後，首位在頭三場英超比賽中都保持不失球的切爾西守門員。在歐冠分組賽對上舊東家雷恩時，門迪再次力保不失，除了再度令球隊取得3–0的賽果外，也使得「藍軍」十年來首次連續五場完封。
門迪是英超現時唯一一位為非洲國家隊效力的守門員，也是繼2011–12球季為狼隊和尼日利亞效力的卡爾·伊克梅後的首位。

## 國家隊生涯
門迪於1992年3月1日出生於法國濱海塞納省蒙蒂維利耶，父親為幾內亞比紹裔，母親則有著塞內加爾血統，因此有著代表法國、幾內亞比紹和塞內加爾的資格。2016年11月，他被幾內亞比紹國家隊徵召參加對上葡超球隊比蘭倫斯和埃斯托里爾的友賽。當時門迪的父親患了重病，離逝世僅咫尺之遙，因此他有意達成其父的意願，答應幾國國家隊的邀請。不久之後，門迪入選幾內亞比紹的2017年非洲國家盃初選名單，但他最終婉拒該徵召，並選擇代表塞內加爾。
門迪在2018年11月18日以1-0擊敗赤道畿內亞的比賽中首次代表塞內加爾。他之後在2019年非洲國家盃中成為國家隊的一號門將，門迪在分組賽頭兩場皆有上陣，而球隊則分別以2–0擊敗坦尚尼亞和以0–1敗給阿爾及利亞。然而在分組賽的最後一場比賽中，他在熱身時弄傷手指退出陣容，最終「特蘭加雄獅」在決賽中以1–0敗給阿爾及利亞。
2021年非洲國家盃，門迪代表的塞內加爾繼上屆再次打進冠軍賽，互射十二碼以4-2擊敗埃及，首度稱王，他也獲得賽事的最佳守門員獎。

## 踢球風格
門迪被認為是一位在大部分比賽中身材都佔優勢的守門員，能在球場下半區起到顯著的防守作用。在2019–20於雷恩效力時，他的撲救成功率達到75.3%，平均每場比賽救下2.5球，為當季法甲中最好，同時也保有40碼內達51.4%的傳球成功率，與有著出色腳法，現效力曼城的艾達臣的數據相同。門迪的踢法果敢，時常離開門線，出擊接下橫傳。他在球場上也非常善於表達，經常組織後衛們的位置。在加盟切爾西後，時任主帥蘭帕德讚揚他有著積極的態度，並表示：「他（門迪）的性格看似很隨和，但訓練時卻有著強硬的一面。他很容易就能維持自己的良好狀態，也渴望與隊友們和我交流。他的臉上總是帶著微笑，一進到更衣室便準備好隨時在球場內奔跑，這對其他球員來說真的起到一個非常正面的作用」。

## 生涯數據

### 俱樂部
最後更新：2022年4月6日
| 俱樂部   | 球季     | 聯賽     | 聯賽 | 聯賽 | 國家盃 | 國家盃 | 聯賽盃 | 聯賽盃 | 州際賽 | 州際賽 | 其他 | 其他 | 總計 | 總計 |
| 俱樂部   | 球季     | 聯賽     | 上陣 | 進球 | 上陣   | 進球   | 上陣   | 進球   | 上陣   | 進球   | 上陣 | 進球 | 上陣 | 進球 |
| -------- | -------- | -------- | ---- | ---- | ------ | ------ | ------ | ------ | ------ | ------ | ---- | ---- | ---- | ---- |
| 瑟堡     | 2011–12  | 法丙     | 5    | 0    | 0      | 0      | 0      | 0      | —      | —      | —    | —    | 5    | 0    |
| 瑟堡     | 2012–13  | 法丙     | 3    | 0    | 0      | 0      | 0      | 0      | —      | —      | —    | —    | 3    | 0    |
| 瑟堡     | 2013–14  | 法業餘   | 18   | 0    | 0      | 0      | 0      | 0      | —      | —      | —    | —    | 18   | 0    |
| 瑟堡     | 總計     | 總計     | 26   | 0    | 0      | 0      | 0      | 0      | —      | —      | —    | —    | 26   | 0    |
| 馬賽B隊  | 2015–16  | 法業餘   | 8    | 0    | 0      | 0      | 0      | 0      | —      | —      | —    | —    | 8    | 0    |
| 蘭斯B隊  | 2016–17  | 法業餘   | 1    | 0    | 0      | 0      | 0      | 0      | —      | —      | —    | —    | 1    | 0    |
| 蘭斯     | 2016–17  | 法乙     | 8    | 0    | 2      | 0      | 1      | 0      | —      | —      | —    | —    | 11   | 0    |
| 蘭斯     | 2017–18  | 法乙     | 34   | 0    | 0      | 0      | 0      | 0      | —      | —      | —    | —    | 34   | 0    |
| 蘭斯     | 2018–19  | 法甲     | 38   | 0    | 2      | 0      | 1      | 0      | —      | —      | —    | —    | 41   | 0    |
| 蘭斯     | 總計     | 總計     | 80   | 0    | 4      | 0      | 2      | 0      | —      | —      | —    | —    | 86   | 0    |
| 雷恩     | 2019–20  | 法甲     | 24   | 0    | 5      | 0      | 0      | 0      | 4      | 0      | 0    | 0    | 33   | 0    |
| 雷恩     | 2020–21  | 法甲     | 1    | 0    | 0      | 0      | —      | —      | 0      | 0      | —    | —    | 1    | 0    |
| 雷恩     | 總計     | 總計     | 25   | 0    | 5      | 0      | 0      | 0      | 4      | 0      | 0    | 0    | 34   | 0    |
| 切爾西   | 2020–21  | 英超     | 31   | 0    | 0      | 0      | 1      | 0      | 12     | 0      | —    | —    | 44   | 0    |
| 切爾西   | 2021–22  | 英超     | 34   | 0    | 3      | 0      | 1      | 0      | 9      | 0      | 2    | 0    | 49   | 0    |
| 切爾西   | 2022–23  | 英超     | 10   | 0    | 0      | 0      | 1      | 0      | 1      | 0      | —    | —    | 12   | 0    |
| 切爾西   | 總計     | 總計     | 75   | 0    | 3      | 0      | 3      | 0      | 22     | 0      | 2    | 0    | 105  | 0    |
| 生涯總計 | 生涯總計 | 生涯總計 | 215  | 0    | 12     | 0      | 5      | 0      | 26     | 0      | 2    | 0    | 260  | 0    |

1. ↑  歐霸盃
2. ↑  歐冠
3. ↑  歐冠
4. ↑  在歐洲超級盃上出賽1場及在國際足總俱樂部世界盃出賽1場
5. ↑  歐冠

### 國家隊
最後更新：2022年12月4日
| 國家隊   | 年份 | 上陣 | 進球 |
| -------- | ---- | ---- | ---- |
| 塞内加尔 | 2018 | 1    | 0    |
| 塞内加尔 | 2019 | 7    | 0    |
| 塞内加尔 | 2020 | 2    | 0    |
| 塞内加尔 | 2021 | 6    | 0    |
| 塞内加尔 | 2022 | 13   | 0    |
| 總計     | 總計 | 29   | 0    |

## 榮譽

### 俱樂部
蘭斯
- 法乙冠軍：2017–18[32]

 切爾西
- 欧洲冠军联赛冠軍：2020–21賽季[33]
- 歐洲超級盃冠軍：2021年[34]
- 国际足联俱乐部世界杯冠軍：2021年
- 英格蘭足總盃亞軍：2020-2021賽季、2021-2022賽季
- 英格蘭足球聯賽盃亞軍：2021-2022賽季

吉達艾阿里
- 亞足聯冠軍精英聯賽冠軍：2024–25

### 國家隊
塞内加尔
- 非洲國家盃冠軍：2021
- 非洲國家盃亞軍：2019[35]

### 個人
- 歐洲冠軍聯賽賽季最佳陣容：2020-2021
- 非洲國際最佳加納足球獎：2021
- 歐洲足協足球俱樂部獎年度最佳門將獎：2021
- 國際足總年度最佳門將：2021
- 非洲國家盃最佳守門員獎：2021
- 非洲國家盃最佳陣容：2021

#### 勳章
- 塞內加爾國家雄狮勳位團勳章大軍官勳位（英语：National Order of the Lion）：2022

## 外部連結
- Soccerway資料庫：愛德華·門迪